# Кальцеоляриевые
Кальцеоляриевые (лат. Calceolariaceae) — семейство цветковых растений порядка Ясноткоцветные (Lamiales). 

## Таксономия

### Систематическое положение
Ранее семейство кальцеоляриевых включалось в состав семейства норичниковых. Однако недавние молекулярные филогенетические исследования показали, что род Кальцеолярия (Calceolaria) не относится ни к семейству норичниковых, ни к другим многочисленным семействам порядка ясноткоцветные. Они также подтвердили, что этот род является сестринской кладой для большинства ясноткоцветных растений. Морфологические и химические особенности кальцеоляриевых подтверждают их отличие от норичниковых и других семейств ясноткоцветных. Некоторые недавние исследования также выявили родственную связь между кальцеоляриевыми и геснериевыми (Gesneriaceae) (Andersson 2006).

### Роды
Подтвержденные рода по данным сайта Plants of the World Online на 2023 год:
- Calceolaria L. typus — Кальцеолярия
- Jovellana Ruiz & Pav. — Жовеллана

## Распространение
Природный ареал кальцеолярии: Аргентина, Боливия, Чили, Колумбия, Коста-Рика, Эквадор, Сальвадор, Фолклендские острова, Галапагосские острова, Гватемала, Гондурас, Мексика, Мексиканский залив, Панама, Перу, Уругвай и Венесуэла. Кроме того, род был интродуцирован в различные территории, включая, Азорские острова, Бразилию, Канарские острова, юго-восток Китая, Кубу, Восточные Гималаи, Индию, Ямайку, Яву (Индонезия), Маврикий, Мьянму, Непал, Новую Зеландию, острова Норфолк, Шри-Ланку и Святую Елену.
Жовеланна естественно встречается в Новой Зеландии и Чили.